# Takashi Sanada
Takashi Sanada (japanisch 眞田 卓 Sanada Takashi; * 8. Juni 1985 in Nasushiobara) ist ein japanischer Rollstuhltennisspieler.

## Karriere
Im Alter von 19 Jahren hatte Takashi Sanada einen Motorradunfall, der dazu führte, dass sein rechtes Bein amputiert werden musste. Kurz danach begann er mit dem Rollstuhltennis, 2007 nahm er erstmals an ITF-Turnieren teil; ab 2011 widmete er sich ernsthaft seiner Tenniskarriere. Sanada konnte im Einzel und Doppel jeweils mehr als 40 Turniere niedrigerer Kategorie gewinnen. Er trat mehrfach bei Grand-Slam-Turnieren an, sein größter Erfolg war der Sieg bei der Doppelkonkurrenz der US Open 2023 an der Seite von Stéphane Houdet.
Seit 2011 tritt er regelmäßig beim World Team Cup an und stand 2016 und 2018 mit Japan im Endspiel dieses Wettbewerbs.
Bei den Para-Asienspielen konnte Takashi Sanada sechs Medaillen gewinnen. Sowohl 2014 in Incheon als auch 2018 in Jakarta gewann er an der Seite von Shingo Kunieda Gold im Doppel und dazu Silber im Einzel, wobei er jeweils seinem Doppelpartner im Finale unterlag. Bei den Spielen 2023 in Hangzhou gab es die dritte Silbermedaille im Einzel, diesmal war Tokito Oda im Finale nicht zu bezwingen – zusammen mit Takuya Miki gewann er außerdem Bronze im Doppel.
Takashi Sanada nahm viermal an Paralympischen Spielen teil. 2012 in London gelangte er bis ins Achtelfinale, wo er Gustavo Fernández in drei Sätzen unterlag. Im Doppel stand er mit Takuya Miki im Viertelfinale, dort unterlagen die beiden Robin Ammerlaan und Ronald Vink. Zusammen hatten die Japaner 2016 in Rio die Chance auf eine Medaille, verloren aber im Spiel um Bronze gegen ihre Landsleute Shingo Kunieda und Satoshi Saida. Im Achtelfinale gab es am Schweden Stefan Olsson kein Vorbeikommen. Auch 2021 in Tokio ging es im Einzel nicht über das Achtelfinale hinaus, Sanada traf dort auf den späteren Bronzemedaillengewinner Gordon Reid. Im Doppel hatte er erneut die Chance auf eine Bronzemedaille, diesmal unterlag er im Spiel um Platz drei an der Seite von Shingo Kunieda den Niederländern Tom Egberink und Maikel Scheffers. Bei den Spielen von Paris 2024 ging das Auftaktmatch mit Daisuke Arai gegen die Brasilianer Gustavo Carneiro Silva und Daniel Rodrigues im Match-Tie-Break verloren, im Einzel war Stéphane Houdet im Achtelfinale nicht zu überwinden.

## Leistungsbilanz bei den Grand-Slam-Turnieren

### Einzel
| Turnier         | 2023 | 2024 | 2025 | Karriere |
| --------------- | ---- | ---- | ---- | -------- |
| Australian Open | VF   | 1    | VF   | VF       |
| French Open     | 1    | 1    |      | 1        |
| Wimbledon       | –    | 1    |      | 1        |
| US Open         | 1    |      |      | 1        |

### Doppel
| Turnier         | 2023 | 2024 | 2025 | Karriere |
| --------------- | ---- | ---- | ---- | -------- |
| Australian Open | HF   | HF   | VF   | HF       |
| French Open     | HF   | VF   |      | HF       |
| Wimbledon       | –    | VF   |      | VF       |
| US Open         | S    |      |      | S        |

Zeichenerklärung: S = Turniersieg; F, HF, VF, AF = Einzug ins Finale / Halbfinale / Viertelfinale / Achtelfinale; 1, 2, 3 = Ausscheiden in der 1. / 2. / 3. Hauptrunde; nicht ausgetragen